# Prionomyrmex janzeni
Prionomyrmex janzeni é uma espécie de formiga do gênero Prionomyrmex, pertencente à subfamília Prionomyrmecinae.